# شورای جمعیت
شورای جمعیت نام یک سازمان مردم‌نهاد بین‌المللی و غیرانتفاعی است. این شورا تحقیقاتی در زمینه‌های زیست‌پزشکی، علوم اجتماعی و بهداشت عمومی انجام می‌دهد و همین‌طور کمک به ایجاد ظرفیت‌های پژوهشی در کشورهای در حال توسعه می‌کند.یک سوم تحقیقات این شورا مربوط به اچ‌آی‌وی و ایدز است. دیگر برنامه
های اصلی آن در زمینهٔ بهداشت باروری و ارتباط آن با فقر، جوانان و جنسیت است. به‌طور مثال، شورای جمعیت در تلاش است تا به پسرها آموزش دهد که می‌توانند در روش‌های پیشگیری از بارداری بدون در نظر گرفتن کلیشه‌هایی که مسئولیت مردان را در قبال فرزندآوری محدود می‌کند مشارکت داشته باشند. این سازمان دارای مجوز برای کاشت پیشگیری از بارداری نورپلانت بود و هم‌اکنون نیز دارای مجوز آی‌یودی هورمونی میرنا است. شورای جمعیت همچنین مجلهٔ بررسی جمعیت و توسعه را منتشر می‌کند که در آن به گزارش تحقیقات ارتباطات بین جمعیت و توسعهٔ اجتماعی اقتصادی می‌پردازد. همین‌طور شورای جمعیت به ایجاد فوروم و انجمن جهت بحث دربارهٔ مسائل سیاست عمومی و مطالعات در برنامه‌ریزی خانواده که متمرکز بر بهداشت عمومی و علوم اجتماعی و تحقیقات زیست‌پزشکی شامل بهداشت باروری، باروری و تنظیم خانواده می‌شود پرداخته‌است.

## سازمان
در سال ۱۹۵۲ جان. دی راکفلر سوم استفاده از مقدار زیادی از منابع مالی صندوق برادران راکفلر این سازمان را تأسیس کرد. این شورا توسط یک هیئت امنای بین‌المللی اداره می‌شود. پس از سالها تکامل و تغییرات، هیئت مدیره شورا در سال ۲۰۰۶ شامل رهبرانی در زمینه‌های مختلف می‌شود که شامل زیست پزشکی، کسب و کار، توسعهٔ اقتصادی، دولت، سلامت، امور مالی بین‌المللی، مطالعات رسانه ای، بشردوستی، و علوم اجتماعی است.
شعبه اصلی این شورا در شهر نیویورک است. این شورا شامل ۱۸ دفتر در آفریقا، آسیا، آمریکای لاتین است و در بیش از ۶۰ کشور فعال است. با بودجه سالانه ای حدود ۴۷ میلیون دلار این شورا بیش از ۵۰۰ نفر از ۳۳ کشور با تخصص در طیف گسترده‌ای از رشته‌های علمی را استخدام می‌کند.